# Пасєка Віктор Степанович
Ві́ктор Степа́нович Пасє́ка (8 червня 1965 року, с. Мончинці, Красилівський район, Хмельницька область  — 18 березня 2021 року, смт Південне, Бахмутський район, Донецька область) — молодший сержант, командир бойової машини — командир відділення 2-ї гірсько-штурмової роти 109-го окремого гірсько-штурмового батальйону 10-ї окремої гірсько-штурмової бригади Збройних сил України, учасник російсько-української війни.

## Із життєпису
Проживав у Хмельницькому, де працював водієм тролейбуса в місцевому підприємстві «Хмельницькелектротранс». 12 вересня 2018 року призваний Хмельницьким обласним військкоматом на контрактну службу.
Учасник Операції об'єднаних сил на території Донецької та Луганської областей з 2018 року. Спочатку служив як мінометник, згодом — командир відділення. Контракт добігав кінця в серпні 2021 року.
Загинув 18 березня 2021 року, близько 12-ї години, під час масованого обстрілу позицій українських Збройних сил, внаслідок кульового поранення голови.
Похований 21 березня на Алеї Слави хмельницького міського цвинтаря. Залишилися донька та двоє онуків.

## Нагороди та вшанування
- Указом Президента України № 149/2021 від 7 квітня 2021 року «за особисту мужність і самовіддані дії, виявлені у захисті державного суверенітету та територіальної цілісності України» — нагороджений орденом «За мужність» III ступеня (посмертно)[2].